# Circunferencia asintótica
En geometría, circunferencia asintótica se dice de aquella circunferencia en la que se cumple que en una curva dada por su ecuación en coordenadas polares,
{\displaystyle r=r(a)}
el {\displaystyle \lim _{a\to \infty }r(a)=m}
donde O (polo del sistema de referencia) el centro de la circunferencia y m el radio
Si m = 0, dicha circunferencia se reduciría al único punto O, que recibe el nombre de punto asintótico de la curva. 
Todas las espirales hiperbólicas tienen un punto asintótico.